# Diogo Boitaca

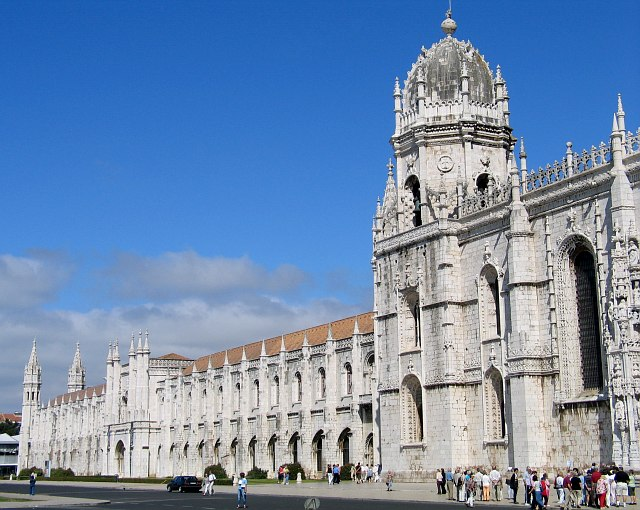
Mosteiro dos Jerónimos.

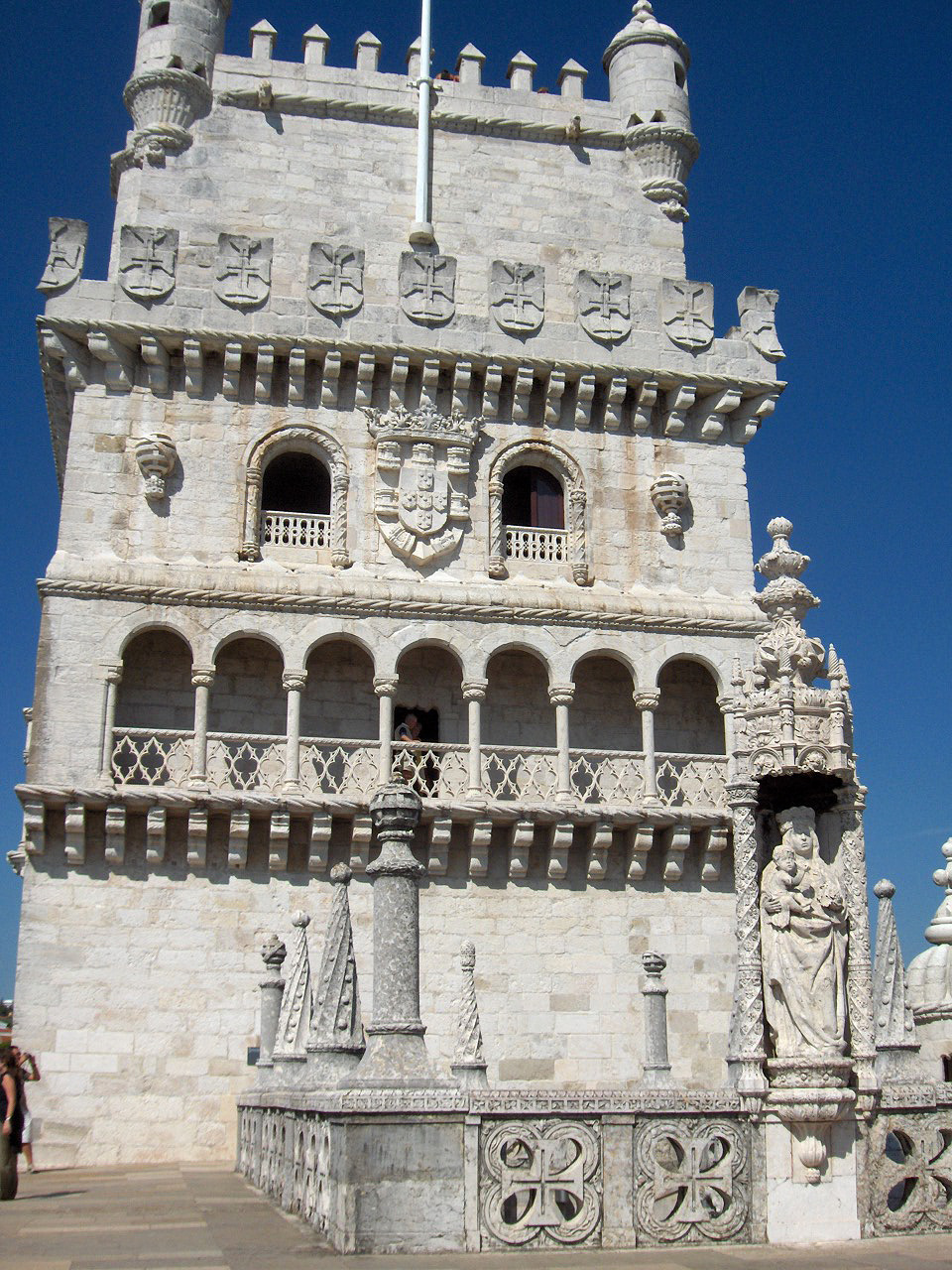
Torre de Belém.

Diogo Boitaca (em francês:  Jacques Boytac) (França, possivelmente Languedoc, c. 1460 – Batalha (Portugal), 6 de dezembro de 1527), foi um arquiteto francês radicado no Reino de Portugal.

## Biografia
Data de 1492 a primeira referência à sua atividade em Portugal. Nessa altura encontrava-se em Setúbal onde terá concebido a Igreja e Convento de Jesus. 
Chamado por D. Manuel I de Portugal (1495-1521) foi para Lisboa, tendo sido o autor das primeiras traças do Mosteiro dos Jerónimos e o seu arquitecto principal, iniciado em 1502. Foi agraciado pelo soberano com o titulo de "Mestre das Obras do Reino".
Nesse mesmo ano (1502) começou a traça da Torre de Belém, considerada a mais emblemática do estilo manuelino. O projeto original contava com outras dependências que não chegaram a ser edificadas. Boitaca dirigiu ambas as obras até 1516. O seu colaborador, João de Castilho deu prosseguimento às obras, mudando alguns detalhes.
Em 1509 transferiu-se para o Mosteiro da Batalha, onde ergueu as colunas das "Capelas Imperfeitas". Dois anos mais tarde (1511), transferiu-se para Coimbra, onde ergueu o matadouro municipal, reparou a ponte de Santa Clara sobre o rio Mondego, e projetou obras de canalização para as águas desse rio, na tentativa de controlo das cheias do mesmo.
Trabalhou nas obras da Sé da Guarda e nas de renovação da igreja de Santa Cruz, em Coimbra.
Após o primeiro cerco de Arzila (Outubro de 1508) foi enviado no ano seguinte (1509) pelo soberano para o Norte de África, com a missão de  recuperar as defesas daquela praça-forte. Ali foi armado cavaleiro por Vasco Coutinho pela sua participação no segundo cerco de Arzila (1510).
Em 1514 retornou ao Marrocos na qualidade de "Mestre de Obras", desta vez encarregado do projeto do Forte de São João de Mamora, cujo estabelecimento fracassaria no ano seguinte (1515).  
A partir de 1516 voltou a trabalhar no Mosteiro da Batalha, onde permaneceu até 1527, ano da sua morte.
É uma das figuras de referência do estilo manuelino. No conjunto da sua obra deixou bem vincado o seu traço, empregando com abundância como elementos decorativos as alcachofras e os cardos.